# Thieusies
 Thieusies  (en wallon Tieuziye) est une section de la commune belge de Soignies, située en Région wallonne dans la province de Hainaut. C'était une commune à part entière avant la fusion des communes de 1977.

## Étymologie
Le nom de Thieusies trouve son origine dans le mot latin Theodisiacae signifiant « terres de Theodisio ». Pour cette raison, les habitants s'appellent des théodosiens.

## Géographie

### Paysage
Une grande partie du village se trouve sur un petit plateau occupé de grandes étendues de terres agricoles et de pâturages. La partie du territoire à la limite de Casteau présente un relief plus accentué car il se trouve au bord de la vallée de l'Aubrecheuil.

### Géologie
Le sous-sol de Thieusies est majoritairement constitué de sol Yprésien de l'ère Cénozoïque (Époque Eocène, il y a environ 55 millions d'années). On peut le scinder en deux catégories. L'Yprésien sableux au sommet des buttes boisées de la région (sables fins micacés légèrement glauconifères) et l'Yprésien argileux (argile gris/ocre). De petites nappes aquifères locales peuvent exister au niveau de cette couche d'argile. Il est également possible de trouver plus en profondeur des couches datant du Carbonifère (Il y a environ 350 millions d'années). Ces couches sont visibles dans les carrières de pierre bleue de la région de Neufvilles et de Soignies mais également à la surface le long de la vallée de l'Aubrecheuil sur le territoire de Thieusies.

### Altitude
Altitude max : 120 mètres.

## Évolution démographique
- Sources : INS, Rem. : 1831 jusqu'en 1970 = recensements, 1976 = nombre d'habitants au 31 décembre.

## Histoire
Comme preuve de l'habitation du site de Thieusies, au néolithique, époque de l'éclosion de techniques nouvelles comme la céramique et l'apparition de l'agriculture et de l'élevage, on a retrouvé des instruments tels que des haches taillées ou polies, des grattoirs, des burins, des pointes de flèches en silex noir au beige. On y trouve des traces de la culture de Michelsberg. Thieusies fut le siège de plusieurs seigneuries dont la principale appartint successivement aux familles de Thieusies, de Launais, d'Ardembourg et Marin.
En 1605, Philippe le Beau engagea à Jean de Hoghes la partie de la terre de Thieusies qui lui appartenait. On y trouvait les seigneuries de la Saisinne, de la Roquette, de la Motte, le fief de la Buecq et les deux seigneuries de Sirieux appartenant à la maison du Rœulx et au chapitre de Nivelles.
Thieusies fut le siège d'une bataille importante le 14 août 1678 : la bataille de Saint-Denis, un épisode des longues guerres entreprises par Louis XIV pour s'assurer les riches provinces des Pays-Bas espagnols.
La famille Obert, issue de la bourgeoisie, originaire de Lille, va au gré des mariages s'implanter à Theusies. Elle va conclure des alliances avec de grandes familles belges.
Étienne-Eugène-Joseph-Ghislain Obert (1790-1871) nait à Mons le 3 août 1790 et meurt à Schaerbeck le 21 mars 1871 à l'âge de 80 ans. Fils de Zacharie-Vincent-Joseph Obert, écuyer puis vicomte, seigneur de Montreuil, Beauregard, Quiévy, et d'Isabelle-Françoise-Catherine de la Marlière, il est auditeur au Conseil d'État sous le Premier Empire, il devient chambellan du roi Guillaume Ier (roi des Pays-Bas). Celui-ci le crée vicomte de Thieusies le 4 octobre 1823. Il épouse à Mons le 29 mai 1811 Marie-Joséphine-Désirée Marin de Thieusies (1789-1863), fille de Nicolas-Louis-Joseph et de Marie-Augustine-Désirée de Behault. L'épouse est baptisée à Mons le 20 décembre 1789 et meurt à Thoricourt, où la famille possède un château le 14 avril 1863, à 73 ans.
Félicie-Augustine-Aldegonde-Antoinette Obert de Thieusies (1817-1891) nait le 4 janvier 1817 et meurt à Henencourt.le 8 juin 1891, à 74 ans. Fille d'Étienne-Eugène-Joseph-Ghislain, elle épouse à Thieusies le 7 octobre 1839 Marie-Ambroise-Augustin-Baudouin, marquis de Lameth (1812-1867) (famille de Lameth). L'époux est le fils du député Augustin-Louis-Charles de Lameth et d'Ambroisine-Honorine-Zoé de Choiseul d'Aillicourt. Né à Paris le 6 août 1812, il meurt à Henencourt le 13 février 1867.
Camille-Antoine-Désiré-Ghislain, vicomte Obert de Thieusies (1821-1884), fils d'Étienne-Eugène-Joseph-Ghislain, frère de Félicie-Augustine-Aldegonde-Antoinette, nait à Mons le 26 avril 1821 et meurt à Thieusies le 13 mars 1884, à 62 ans. Il épouse à Fresnes-sur-Escaut le 17 décembre 1850, Marie-Charlotte de la Coste, née à Le Quesnoy le 18 décembre 1859, fille d'Adolphe, marquis, ancien officier, et d'Amélie-Thérèse-Célestine de Nédonchel.
Amaury-Marie-Camille-Joseph-Charles-Martel, vicomte Obert de Thieusies, fils de Camille-Antoine-Désiré-Ghislain, nait à Thieusies le 16 juillet 1858 et devient bourgmestre de Thoricourt. Il épouse à Bruxelles le 21 avril 1887 Louise-Thérèse-Cornélie, comtesse Chrystin de Ribaucourt (Famille Christyn de Ribaucourt), fille d'Adolphe et de Charlotte-Henriette-Marie-Berthe, comtesse de Liedekerke (Maison de Liedekerke).
L'eau fut installée à Thieusies vers 1900 par l'ancien bourgmestre Jules Hachez à qui on dédia le monument à l'eau située Place des Combattants.
Pour les amateurs de bière, il existait autrefois sur la Place de Thieusies une brasserie Desquennes où l'on fabriquait la "Grisette de Thieusies".

## Héraldique
|  | Blasonnement : D'or à l'aigle bicéphale éployé de sable. - Arrêté royal : 5 novembre 1913 |

## Patrimoine et culture

### Patrimoine architectural

#### Galerie

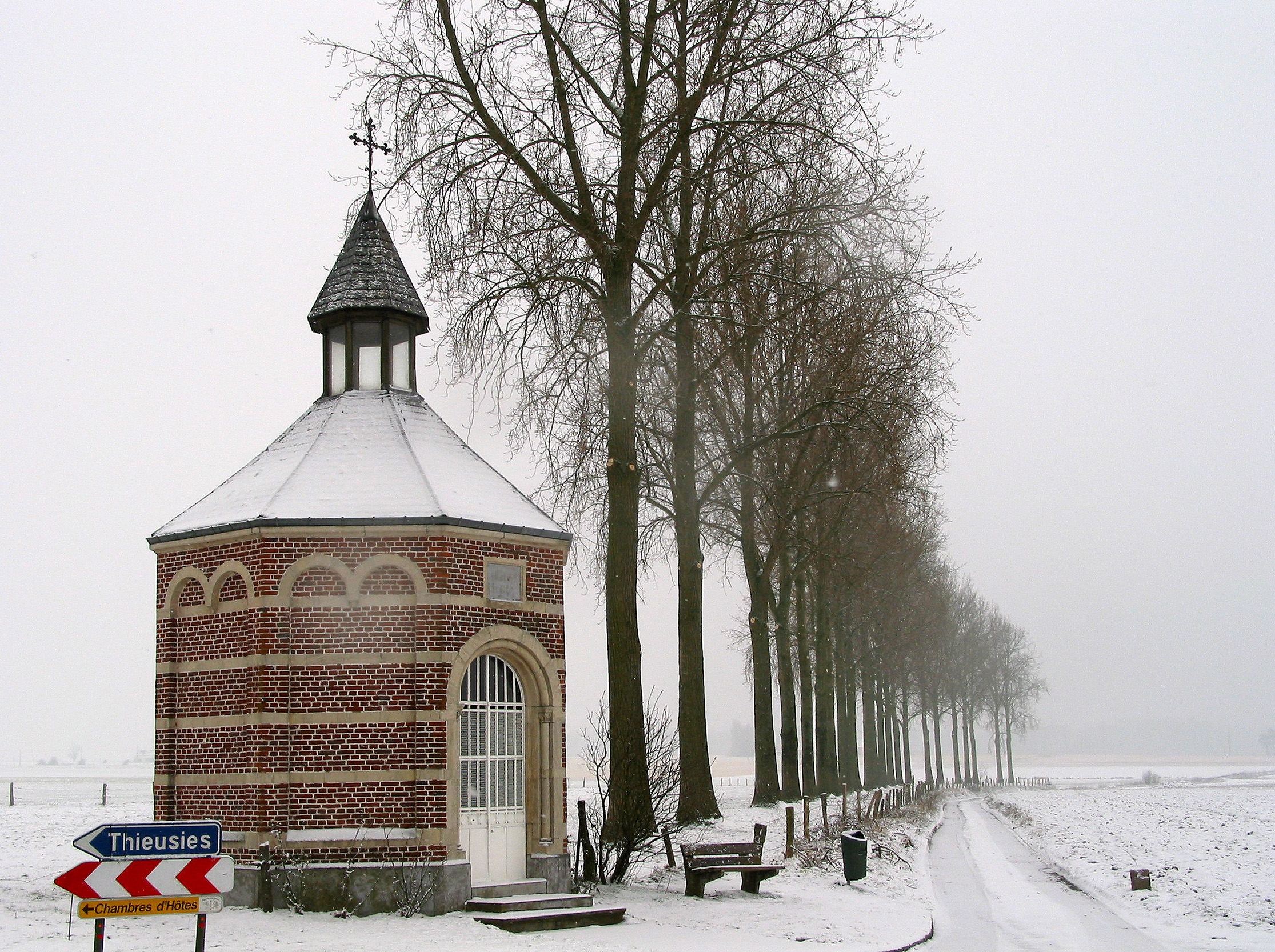
Chapelle dans la neige.
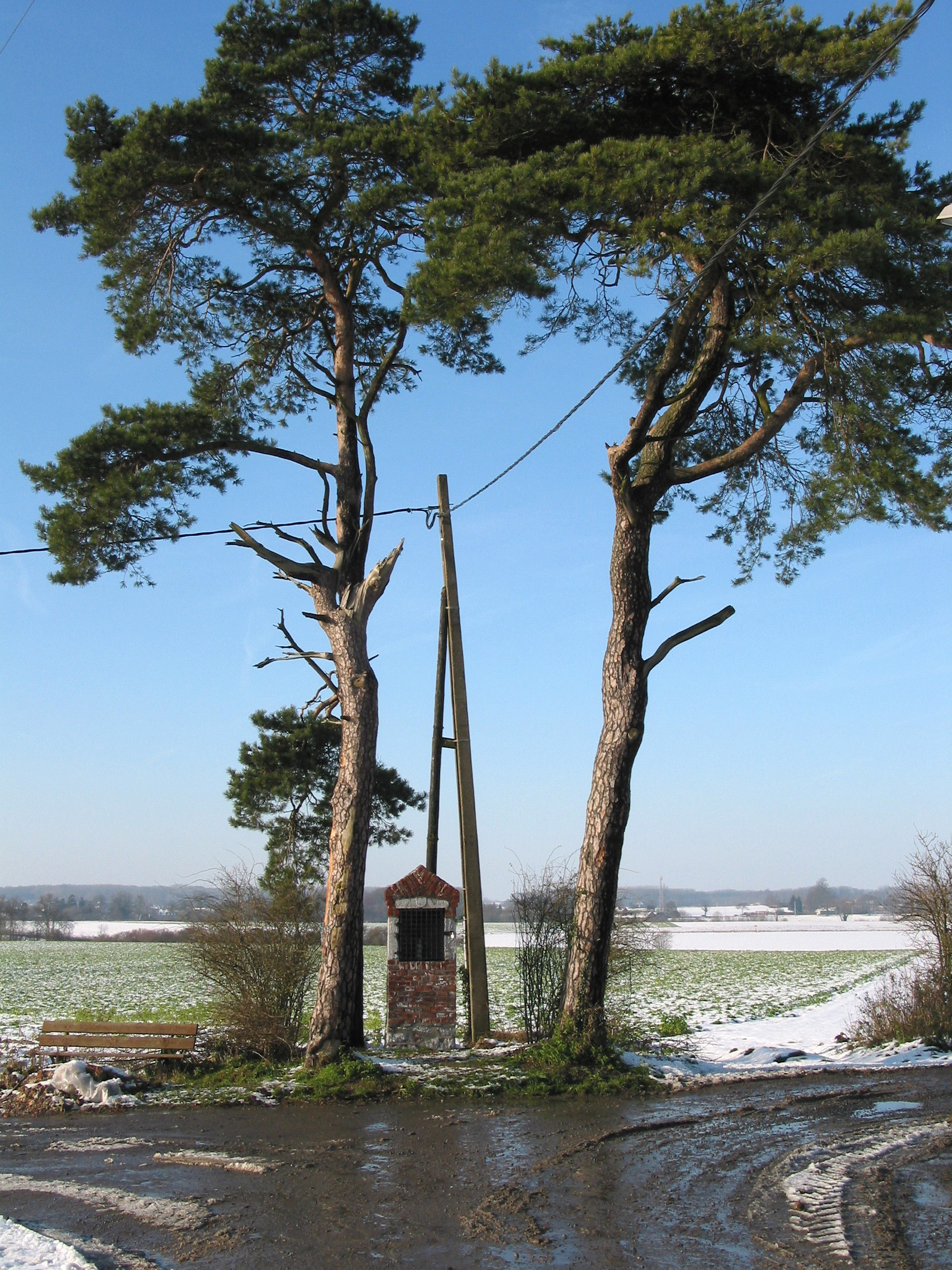
Chapelle votive dédiée à Sainte Barbe (1643).
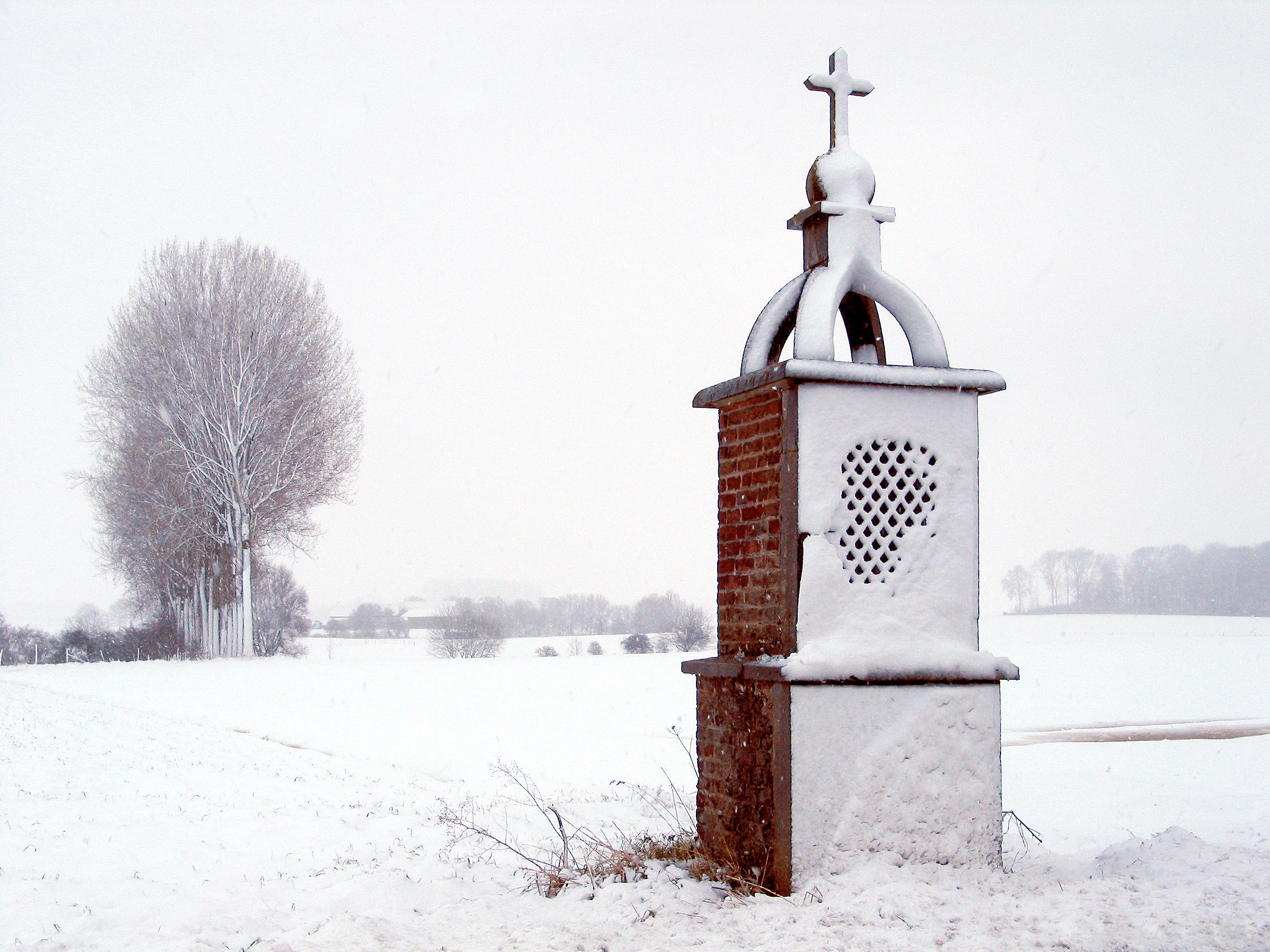
Chapelle de l'Enfant Jésus de Prague de la rue de Sirieu.
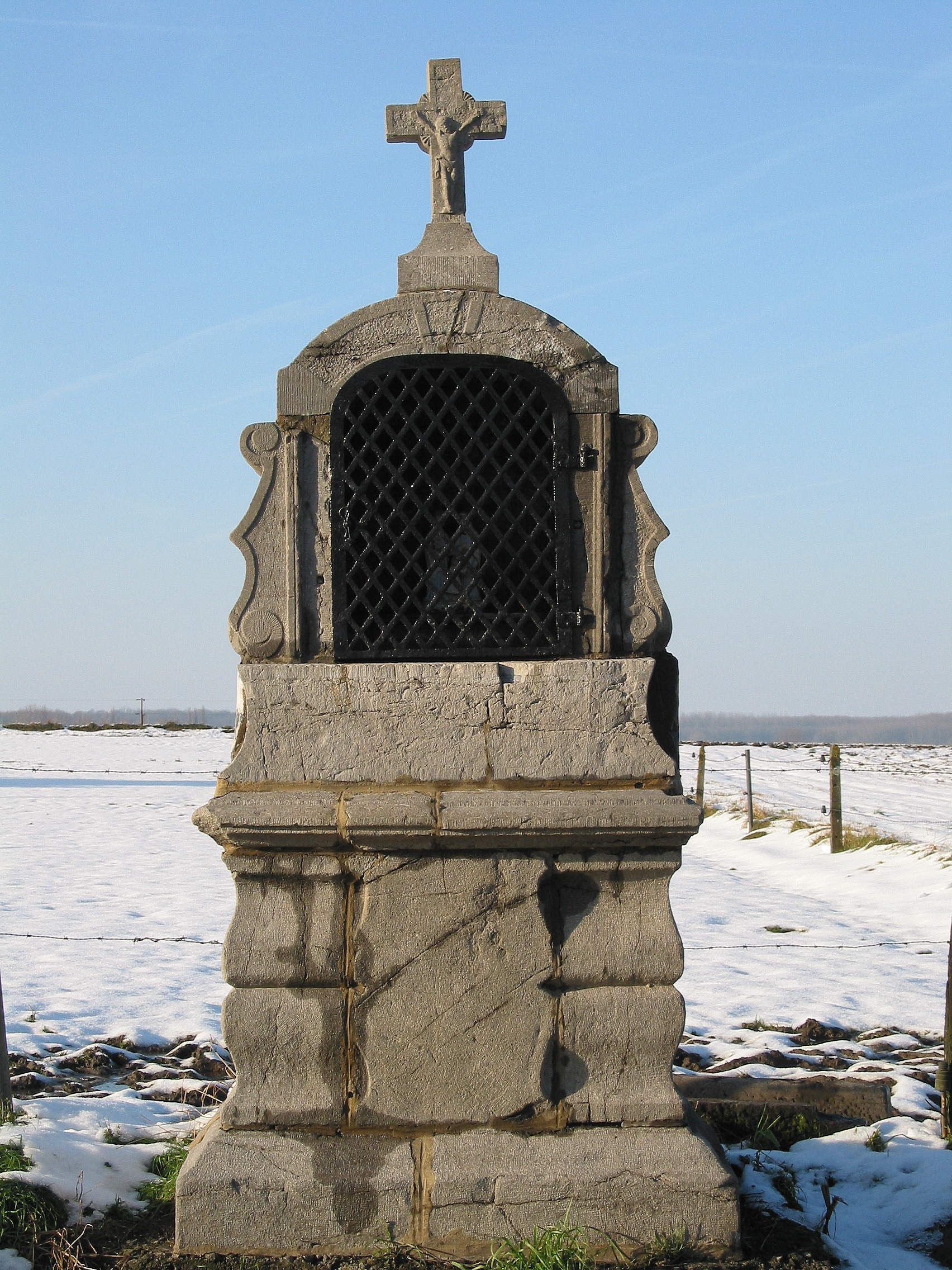
Chapelle de la Sainte Famille.
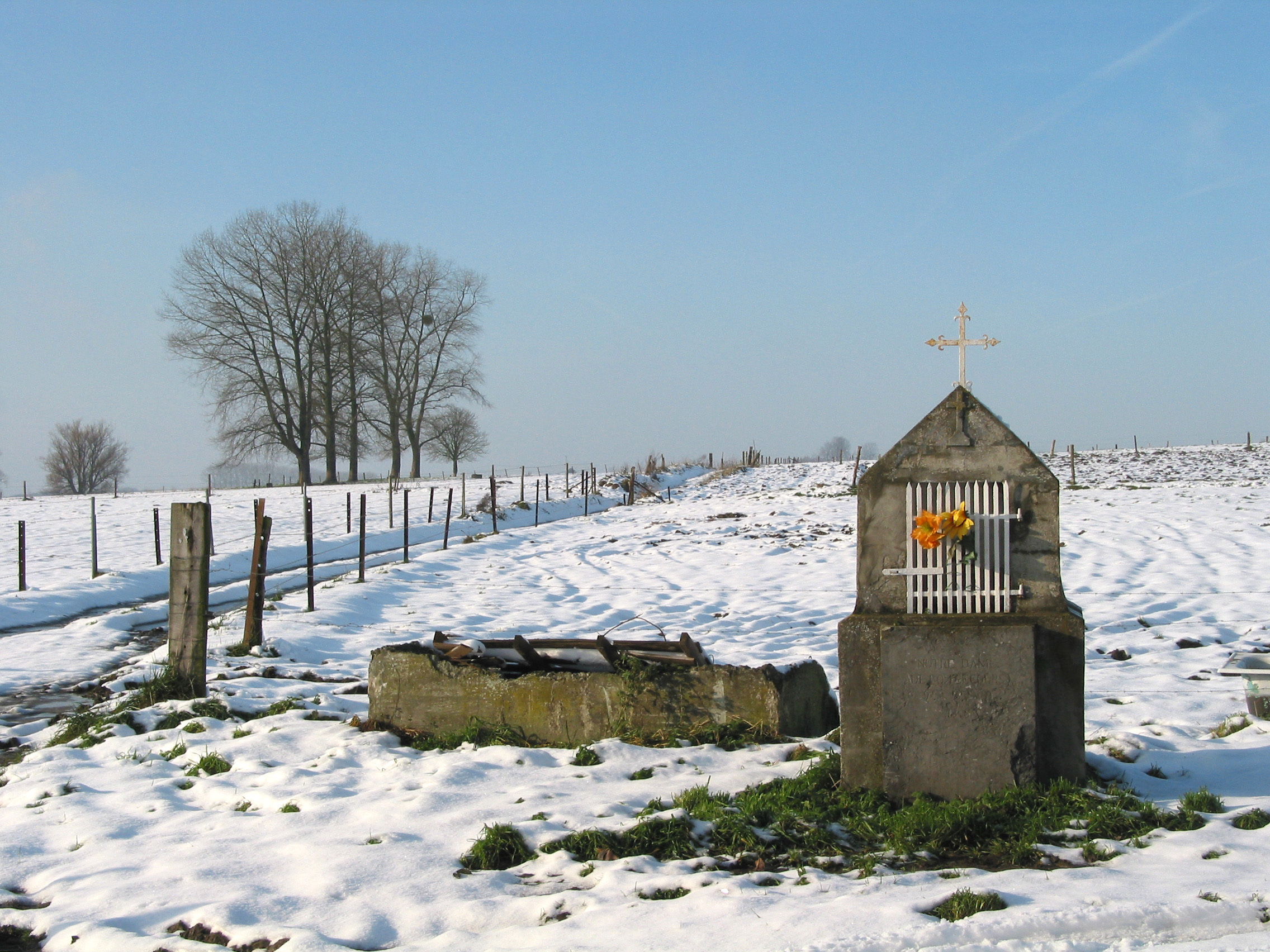
Chapelle Notre-Dame de Bon-Secours.
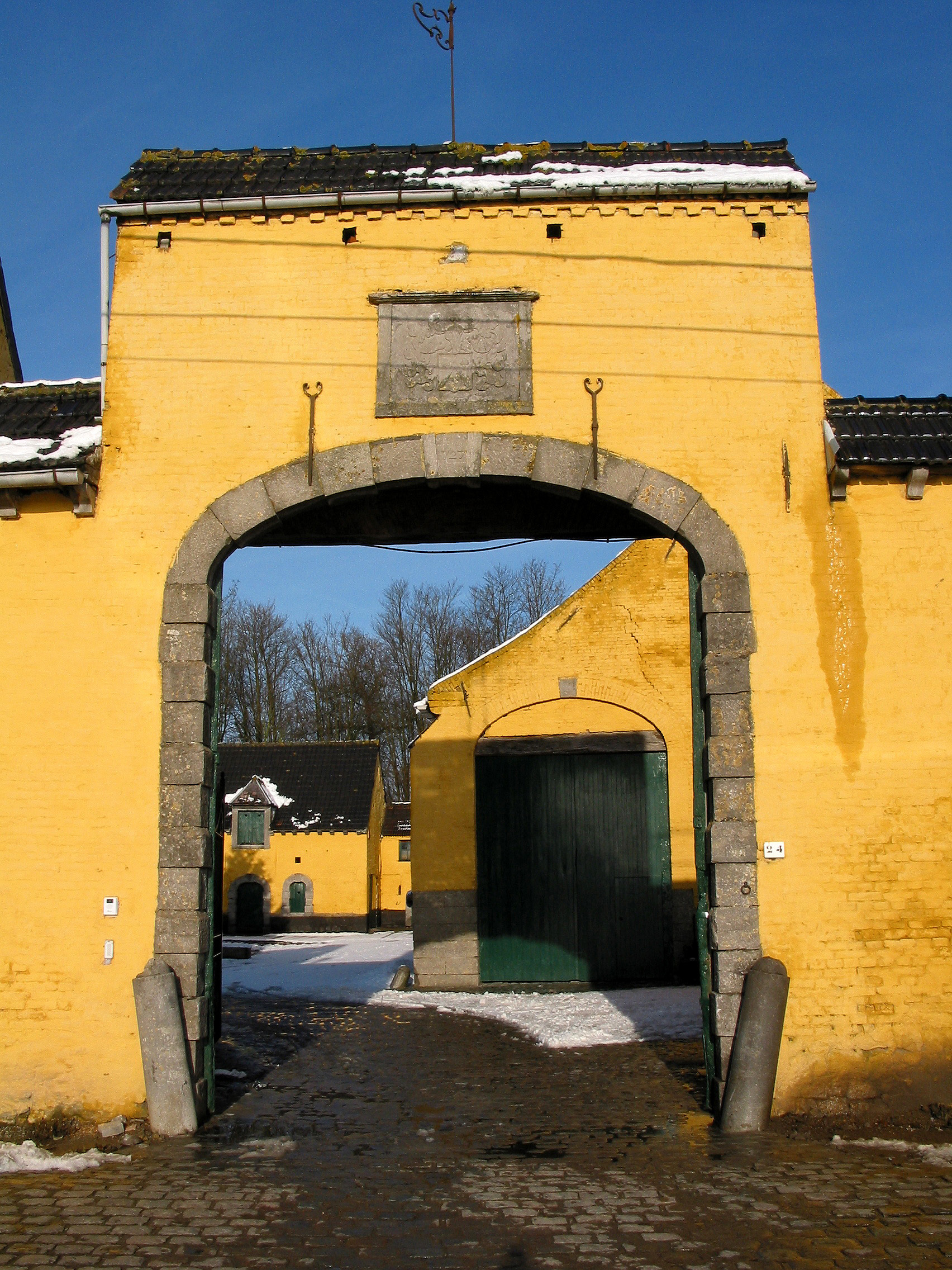
Porche blasonné de la ferme du château du Parc (XVIIIe siècle).
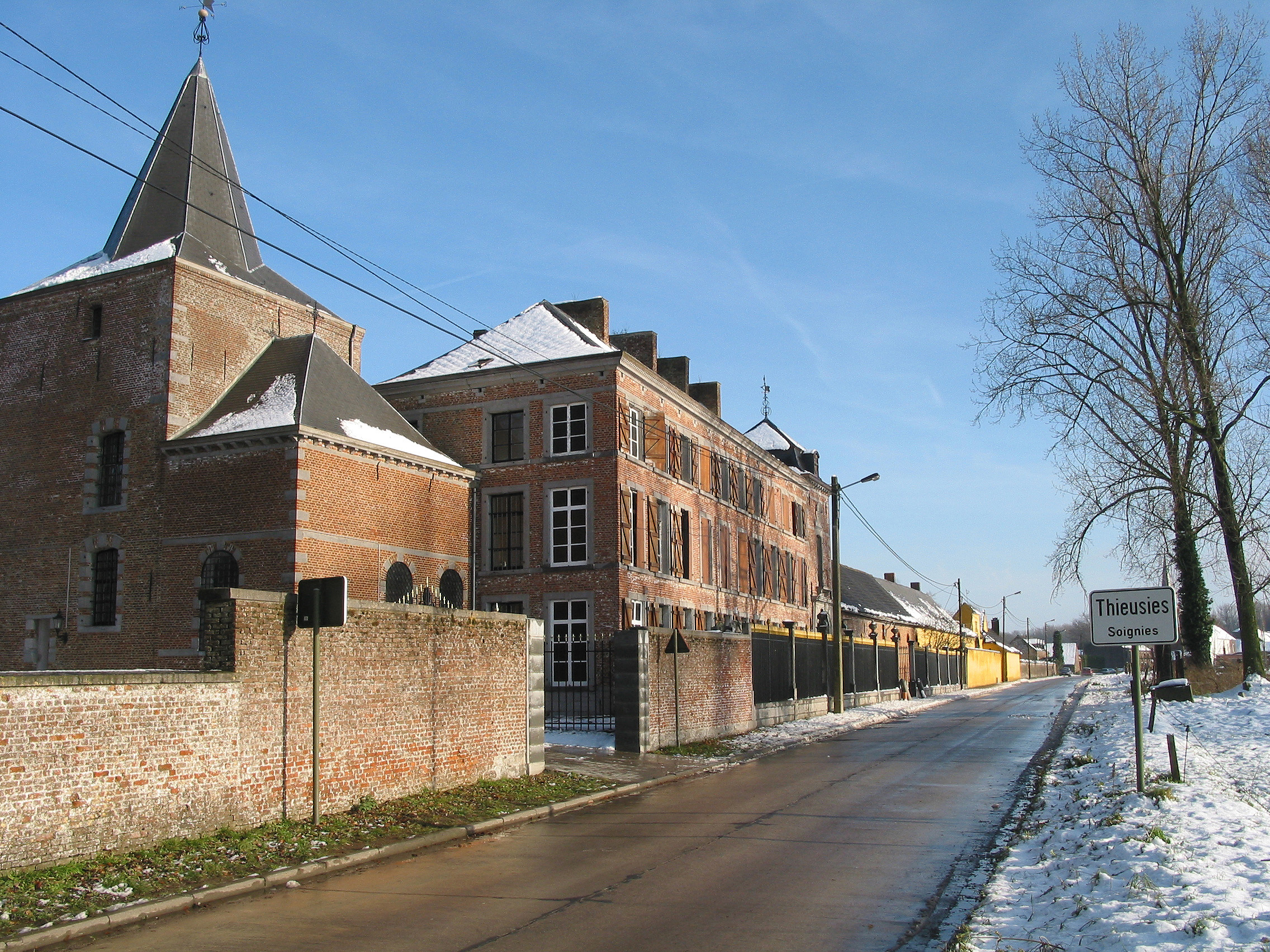
Le château du Parc (XVIIIe siècle) et sa ferme.
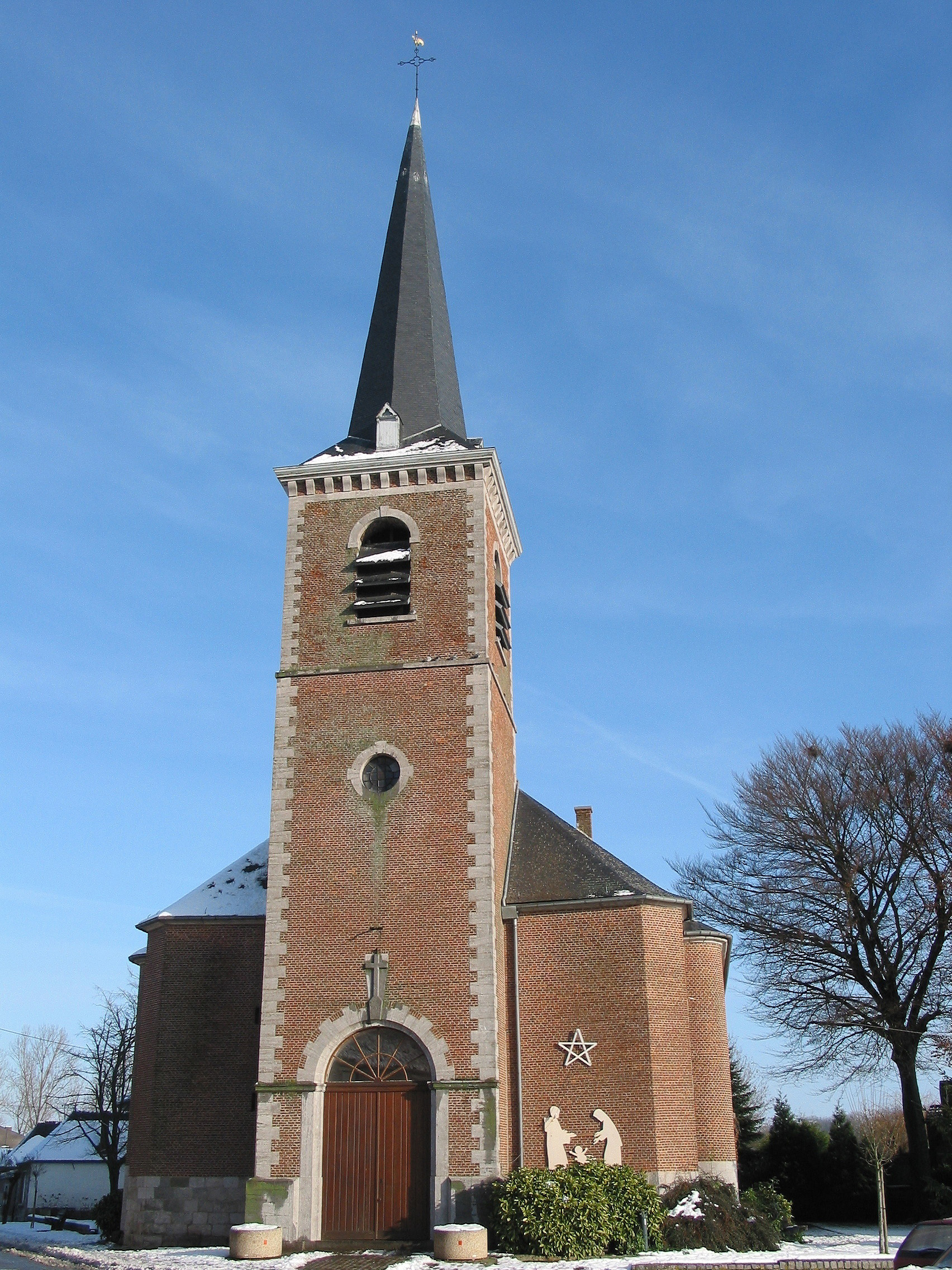
L’église Saint-Pierre.

##### Château de Thieusies

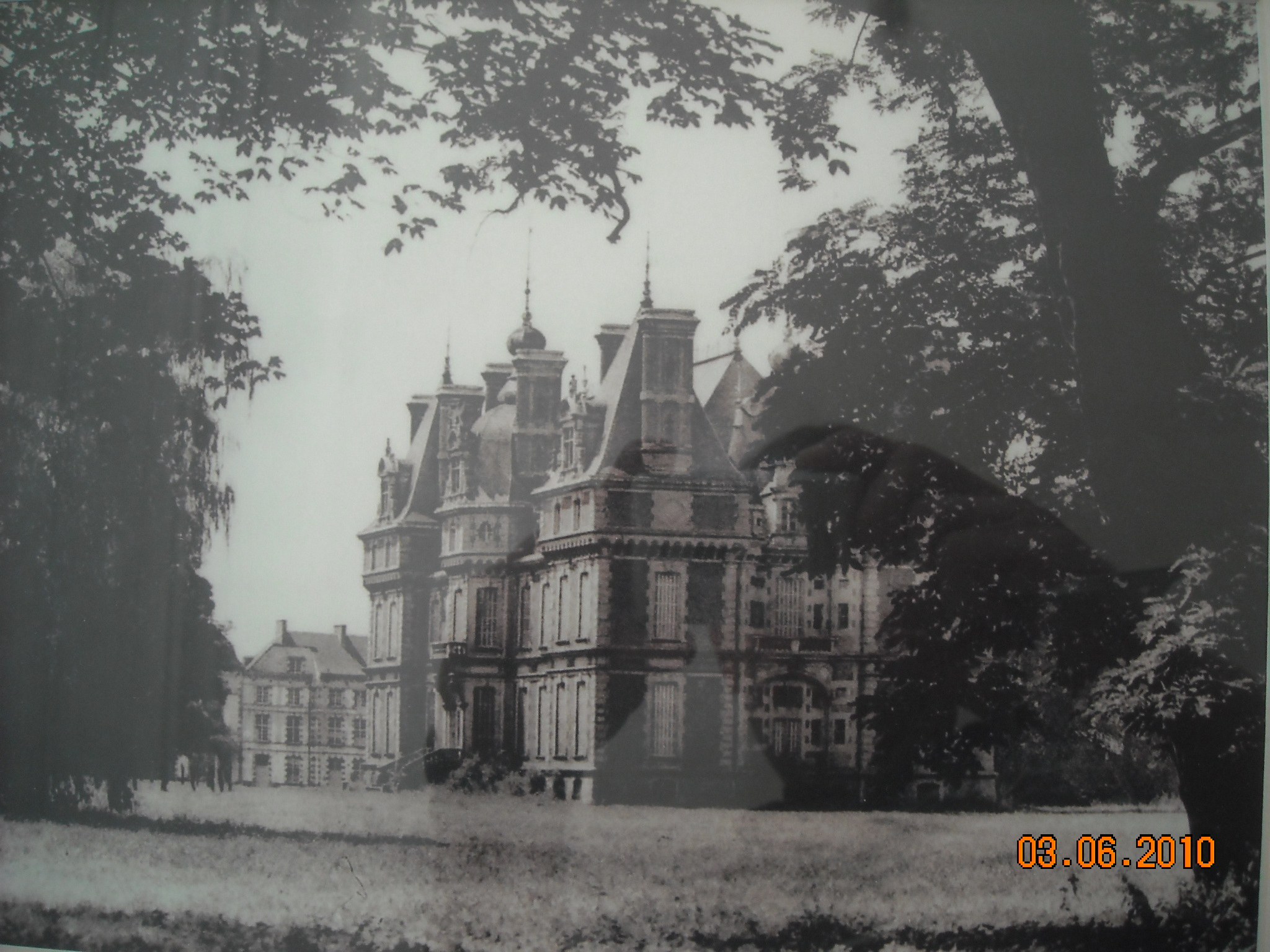
Le Château de Thieusies avant la démolition.
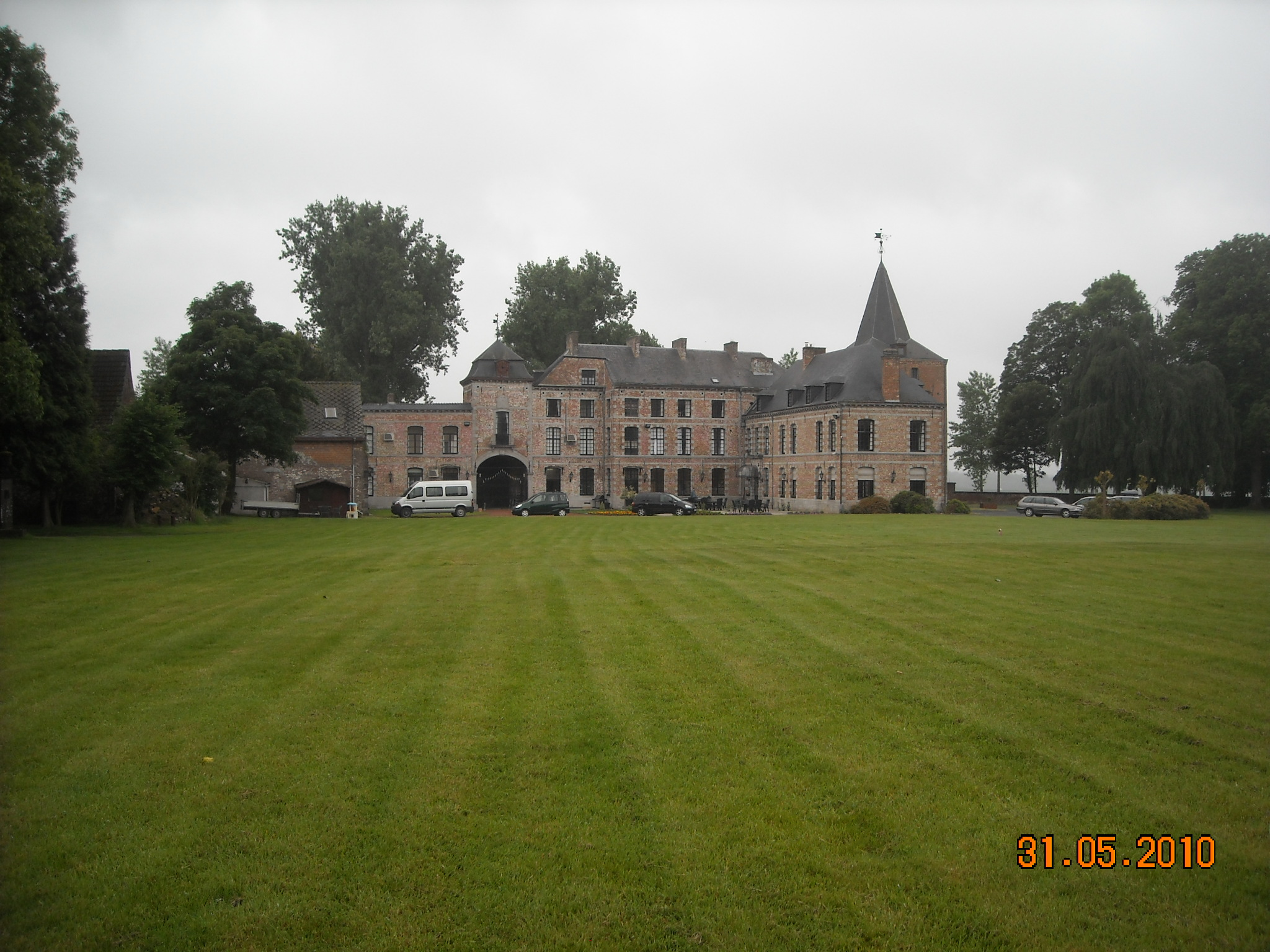
Le Château de Thieusies de nos jours.